# Myersiohyla
Myersiohyla es un género de anfibios de la familia Hylidae. Las cuatro especies de este género descritas antes de 2013 pertenecían al género Hyla hasta la reestructuración del género realizada en 2005.
Se distribuyen por los tepuis de Guyana y Venezuela.

## Especies
Se reconocen las 6 siguientes según ASW:
- Myersiohyla aromatica (Ayarzagüena & Señaris, 1994)
- Myersiohyla chamaeleo[3] Faivovich, McDiarmid & Myers, 2013
- Myersiohyla inparquesi (Ayarzagüena & Señaris, 1994)
- Myersiohyla kanaima (Goin & Woodley, 1969)
- Myersiohyla loveridgei (Rivero, 1961)
- Myersiohyla neblinaria[3] Faivovich, McDiarmid & Myers, 2013